# Pierre Ruello
Pierre Ruello est un prêtre catholique et homme politique français né le 26 février 1734 à Collinée et mort le 2 juillet 1805 à Loudéac.

## Biographie
Il entre dans les ordres, enseigne au collège de Saint-Brieuc, et devient recteur de Loudéac.
Élu, le 1er avril 1789, député du clergé de la sénéchaussée de Saint-Brieuc aux États généraux, il est des premiers de son ordre qui se réunit au tiers, prête le serment ecclésiastique le 31 décembre suivant, mais fait publier sa rétractation cinq jours après, dans le Journal ecclésiastique. Il revient à Loudéac, en avril 1791, et est bientôt mis en demeure par le procureur-syndic du district de prêter le serment ; sur son refus, il doit renoncer à ses fonctions ; les catholiques orthodoxes prennent parti pour lui, et se soulèvent ; bien qu'absent, Ruello est dénoncé à la Législative comme fauteur des troubles (8 octobre) ; l'affaire est renvoyée au pouvoir exécutif.
L'abbé Ruello gagne l'Angleterre, où il se dévoue aux soins des prisonniers français. De retour à Loudéac au Concordat, il reprend ses fonctions sacerdotales, et meurt en portant des secours aux malades dans une épidémie.

## Sources
- Dictionnaire des parlementaires français de 1789 à 1889 (Adolphe Robert et Gaston Cougny)